# Ɏ

Velké a malé Ɏ

Ɏ (minuskule ɏ) je zřídka používaný znak latinky, který se nazývá přeškrtnuté Y. Používá se v jazyce kalinga (jazyk Filipín) a používal se také ve středověké velštině.
V Unicode má Ɏ a ɏ tyto kódy:
Ɏ U+024E
ɏ U+024F